# 披针叶香茅
披针叶香茅（学名：Cymbopogon lanceifolium）为禾本科香茅属下的一个种。

## 扩展阅读
維基物種上的相關：披针叶香茅